# A (iate)
A é um iate à vela lançado em 2015. A embarcação é um iate a motor assistido por vela projetado por Philippe Starck (exteriores e interiores) e construído pela Nobiskrug em Kiel, na Alemanha, para o bilionário russo Andrey Melnichenko.
Sua propulsão consiste em um motor híbrido de velocidade variável com duas hélices de passo controlável de eixo de linha que é assistida por uma plataforma de vela de três mastros de proa e popa. Os mastros rotativos de fibra de carbono independentes foram fabricados pela Magma Structures em Trafalgar Wharf, na Portsmouth. A Doyle Sailmakers USA fabricou as três velas totalmente automatizadas de fibra de carbono / tafetá. As barras de enrolamento foram construídas em Valência pela Future Fibres. O aparelhamento deste iate foi desenvolvido parcialmente para ser implementado em navios de carga e para uso comercial. A embarcação possui uma cápsula de observação subaquática na quilha com 30 cm (12 in) - vidro grosso. É o maior iate a motor assistido por vela privado do mundo.
O A foi entregue pela Nobiskrug em 3 de fevereiro de 2017 e deixou Kiel em 5 de fevereiro de 2017. Ele saiu do Mar Báltico no modo leve em tanques de combustível quase vazios para limpar o Estreito de Drogden com o mínimo de calado. Foi submetido a testes finais no mar e a montagem final no estaleiro Navantia em Cartagena, na Espanha. A Boat International o chamou de "o superiate que empurra os limites".
O iate foi apreendido pelas autoridades italianas em 12 de março de 2022 no porto de Trieste devido às sanções da UE e de outras nações impostas a vários empresários russos. Melnichenko teria respondido que "não há justificativa alguma" para colocá-lo na lista de sanções da UE e ele "disputará essas sanções infundadas e injustificadas e acredita que o estado de direito e o bom senso prevalecerão".